# La Barre-de-Semilly
La Barre-de-Semilly ist eine französische Gemeinde mit 1.033 Einwohnern (Stand 1. Januar 2022) im Département Manche in der Region Normandie. Sie gehört zum Arrondissement Saint-Lô und zum Kanton Saint-Lô-2. 
Sie grenzt im Nordwesten an Saint-André-de-l’Épine, im Norden an Saint-Pierre-de-Semilly, im Osten und im Süden an Saint-Jean-d’Elle mit Saint-Jean-des-Baisants, im Südwesten an Condé-sur-Vire und im Westen an Saint-Lô.

## Bevölkerungsentwicklung
| Jahr      | 1962 | 1968 | 1975 | 1982 | 1990 | 1999 | 2008 | 2018 |
| --------- | ---- | ---- | ---- | ---- | ---- | ---- | ---- | ---- |
| Einwohner | 360  | 403  | 513  | 621  | 656  | 792  | 938  | 1021 |

## Sehenswürdigkeiten
- Kirche Saint-Ébremond, Monument historique seit 1946

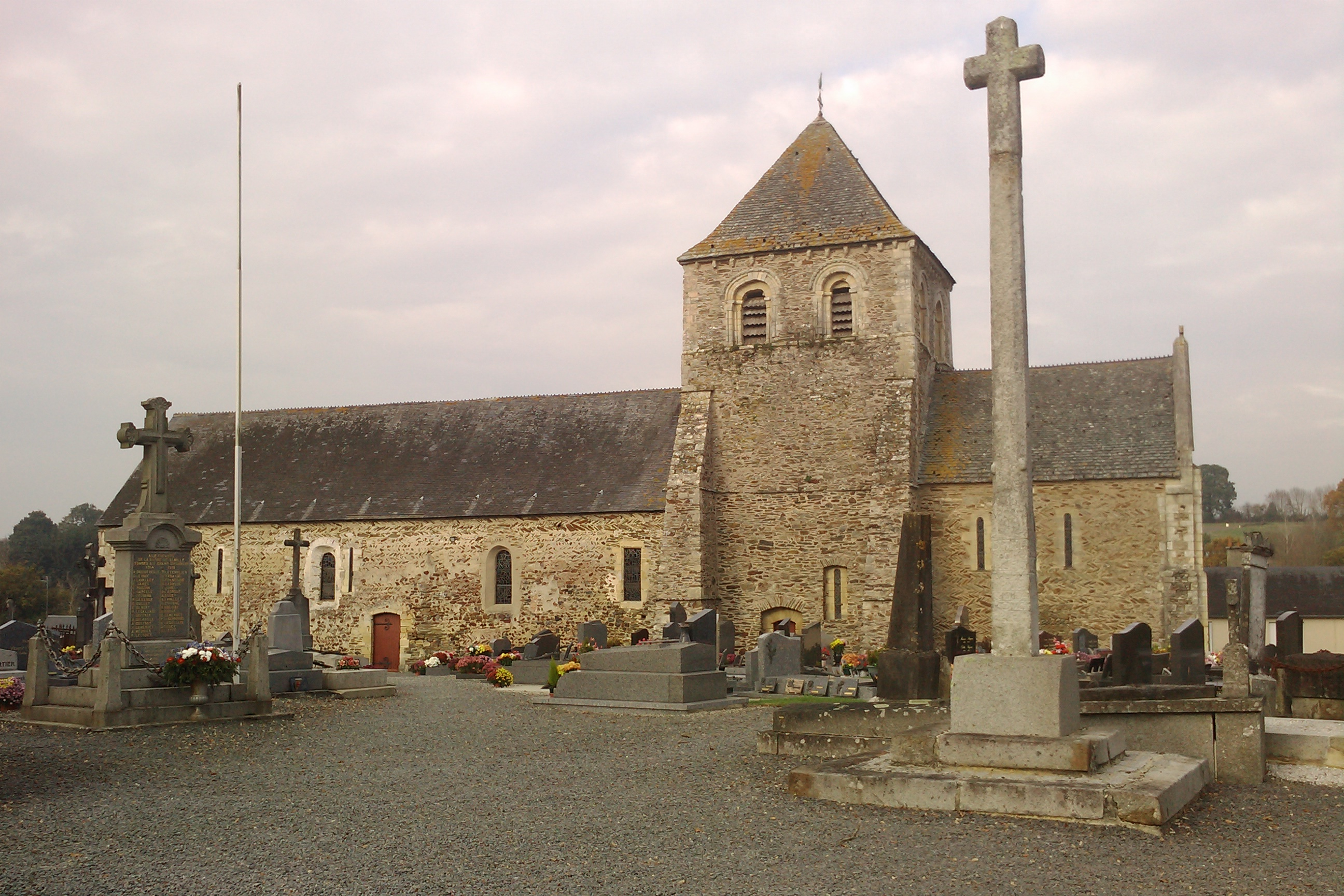
Kirche Saint-Ébremond